# Berthold Lubetkin
Berthold Románovich Lubetkin (14 de diciembre de 1901 — 23 de octubre de 1990) fue un arquitecto ruso emigrado al Reino Unido que fue pionero en el diseño modernista en los años 1930.

## Primeros años
Nacido en Tiflis (actual Georgia), Lubetkin vivió en Moscú y San Petersburgo donde fue testigo de la Revolución rusa de 1917 y absorbió elementos del constructivismo, como participante de festivales callejeros y como estudiante en el Vjutemás.
Lubetkin ejerció en París en los años 1920 en sociedad con Jean Ginsburg, con quien diseñó un edificio de departamentos ubicado en la avenida de Versailles. En París, se asoció con figuras representativas de la Avant Garde europea, incluyendo a Le Corbusier. Continuó participando en los debates del constructivismo, diseñando un pabellón comercial para la Unión Soviética en Burdeos y participando en el concurso para el diseño del Palacio de los Sóviets, para el cual quedó seleccionado.

## Años 1930
Tras emigrar a Londres en 1931, Lubetkin fundó el taller arquitectónica Tecton. Los primeros proyectos de Tecton incluyeron monumentos para el Zoológico de Londres, la casa de gorilas y una piscina para pingüinos (claramente mostrando la influencia de Naum Gabo). El Zoológico de Londres también encargó a Tecton el diseño de los edificios para su parque en Whipsnade y el diseño de un zoológico completamente nuevo en Dudley. El zoológico de Dudley consistía de doce recintos para animales y fue un ejemplo único del temprano modernismo en el Reino Unido. Todos los recintos originales sobreviven, fuera de la piscina de pingüinos que fue demolida en 1979. Según la 20th Century Society: "Atrapado en los pabellones lúdicos en Dudley, es un llamado a recordar la mayor convocatoria con la que cuenta toda la arquitectura, que abarca no solo las necesidades materiales, sino también el deseo de inspirar y deleitar.

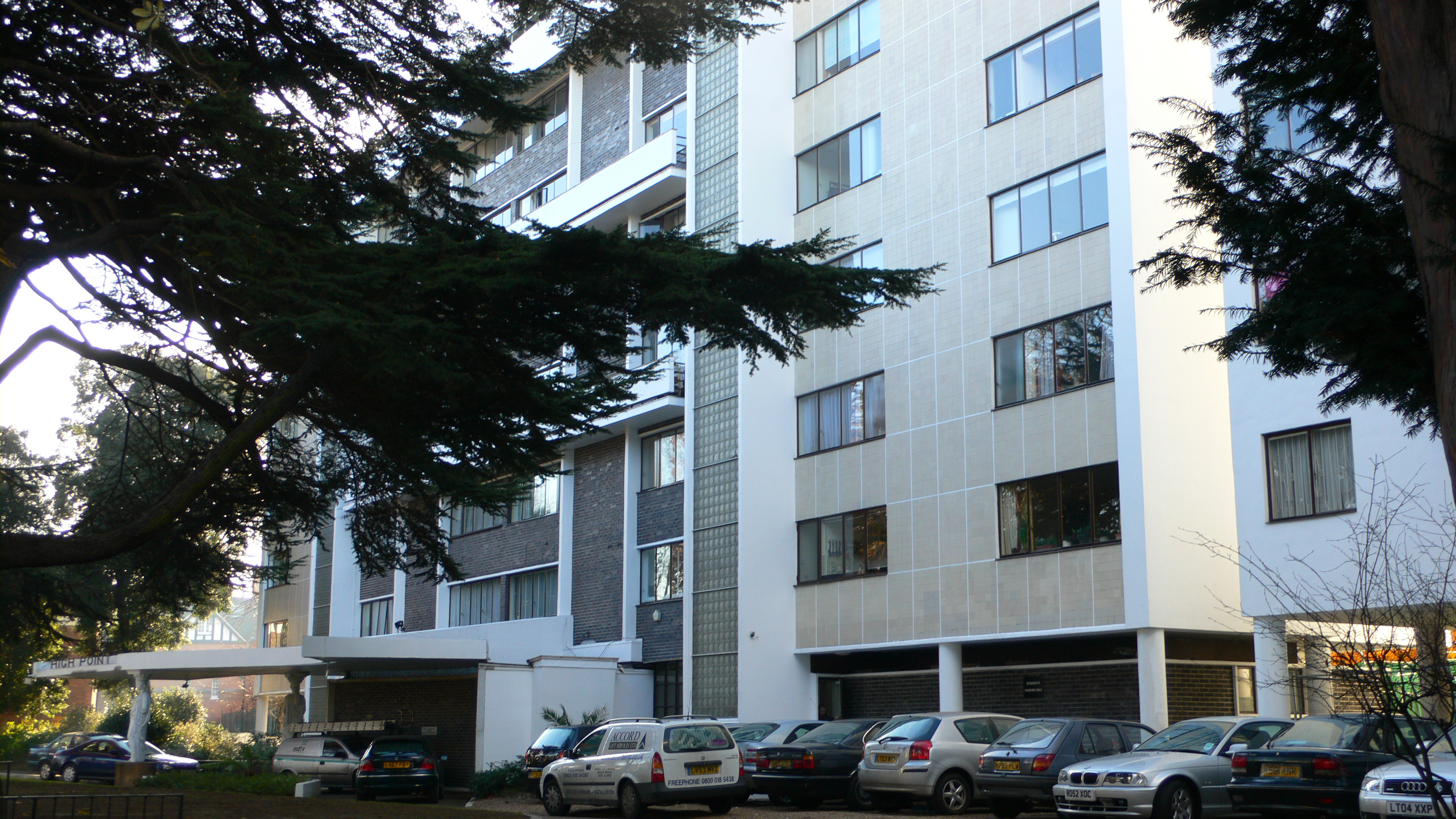
Highpoint II. 1936-1938. London

Los proyectos de vivienda de Tecton incluyeron residencias en Sydenham (en el distrito londinense de Lewisham), la única terraza británica modernista en 85-91 Genesta Road en Plumstead al sur de Londres, y los departamentos Highpoint en Highgate. Higpont I fue objeto de especial elogio de Le Corbusier, mientras que Highpoint II exhibió un estilo más surrealista, con su fachada y cariátides en la entrada. Una casa de campo de tres dormitorios (Heath Drive, Romford), que ganó una medalla de oro en la Exhibición de casas modernas de 1934, es interesante en el estudio de su estructura y los horizontales flotantes de las elevaciones surgieren fuertemente que fue utilizada como prototipo de diseño para la forma final de Highpoint I.

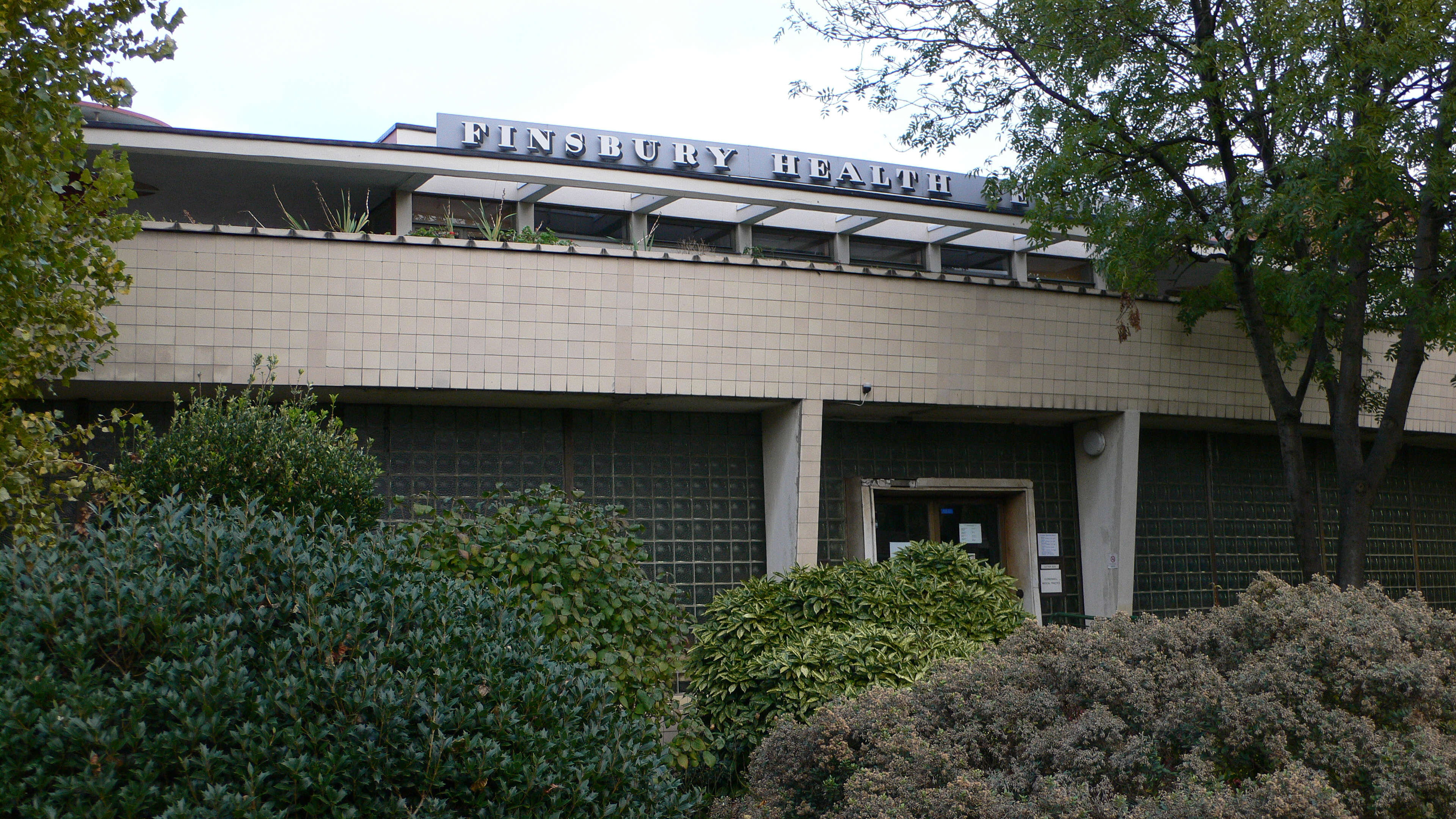
Centro de salud de Finsbury. 1935-1938.

En 1936, Lubetkin y Tecton crearon la Organización de Arquitectos y Técnicos. El consejo municipal del distrito londinense de Finsbury gobernado por el Partido Laborista fue un gran auspiciador de Tecton, a quien encomendó el diseño del centro de salud de Finsbury que fue culminado en 1938. El logro de Lubetkin y Tecton en Finsbury fue unir las ambiciones estéticas y políticas del modernismo con el radical socialismo municipal del distrito. El centro de salud resolvió la tensión entre tres ideales centrales del modernismo. En primer lugar, una función social: acceso universal a la atención sanitaria gratuita para los residentes del distrito (una década antes que el National Health Service); en segundo lugar, la función política: el bien social no sería más alcanzado por medio de la caridad, sino que era proveído por una autoridad municipal elegida democráticamente y que debía rendir cuentas dado su financiamiento con impuestos locales. Finalmente, el elemento que hizo que el trabajo de Tecton fuera único fue la estética: la fachada revestida de azulejos relucía sobre el barrio circundante, su concepción racional imponía el ideal de un futuro socialista. En palabras de Lubetkin, la arquitectura "gritaba por un mundo nuevo". El modernismo de Lubetkin  - 'nada es muy bueno para la gente común' - presentaba un desafío a la suficiencia de los años 1930 británicos. Pero los planes de Tecton para reemplazar el vecindario de Finsbury con viviendas modernas fueron detenidos por el estallido de la Segunda Guerra Mundial en 1939.
Paradójicamente, la guerra trasladaría el trabajo de Lubetkin del ala radical a la corriente principal. Cuando los combates avanzaron, el gobierno británico se comprometió cada vez más con la idea de construir una sociedad más justa cuando llegara la paz. Como este ideal se articuló a través de la propaganda, la arquitectura modernista se convirtió en la expresión visual de este futuro radiante. Abram Games diseñó una serie de carteles que comparaban la promesa del modernismo, representada por el centro de salud de Finsbury, con la terrible realidad de la preguerra. El título de cada cartel era: "Su Reino Unido - Luchen por él ahora". Otra señal de este cambio político fue la erección en 1941 de una estatua en homenaje a Lenin. Diseñado por Lubetkin, el monumento marcó el sitio donde estuvieron las habitaciones de Lenin en la plaza londinense Holford entre 1902 y 1903. El vandalismo de grupos británicos fascistas tuvo como consecuencia que el monumento fuera puesto bajo custodia policial las 24 horas del día.

## Posguerra

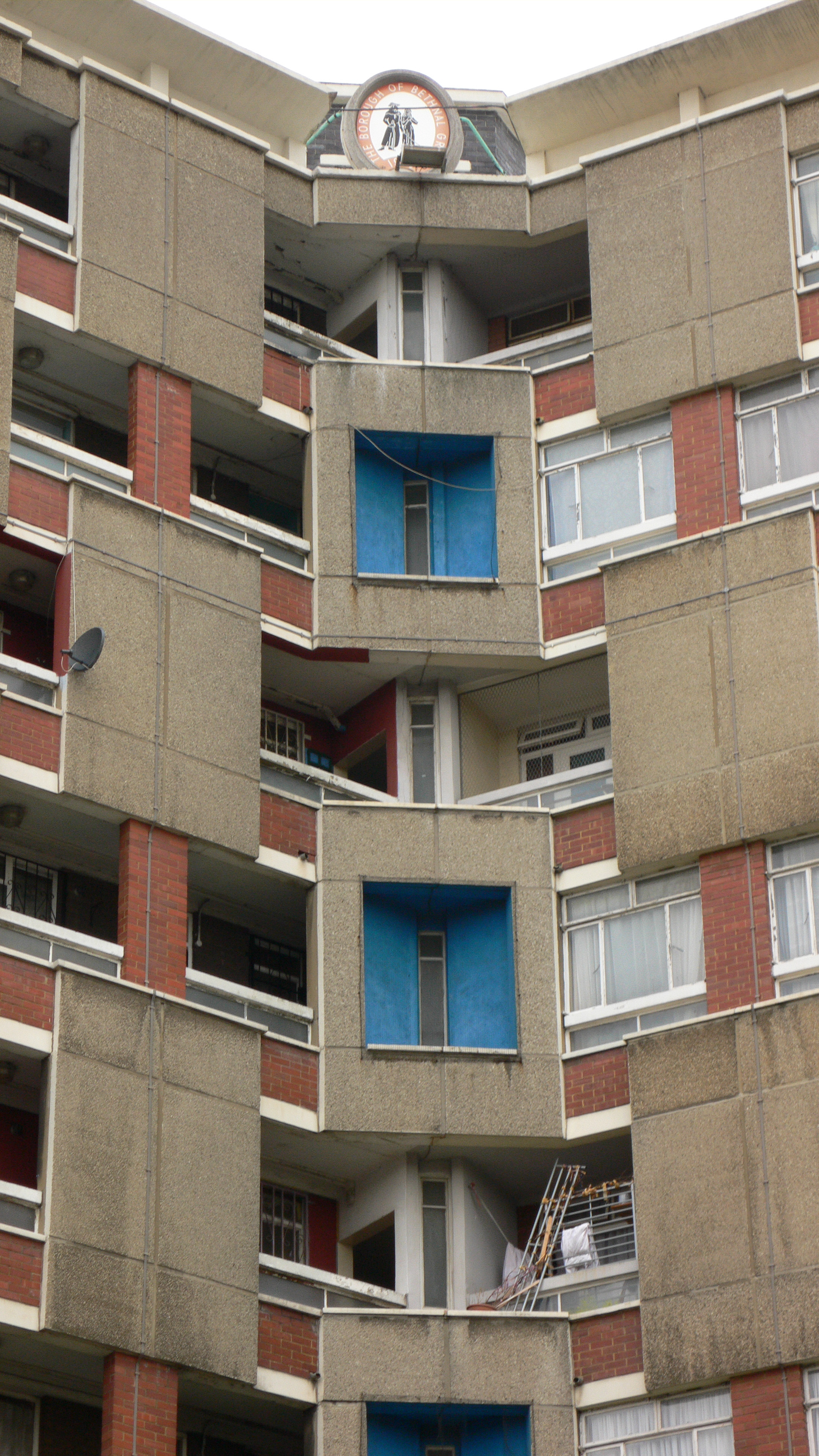
Dorset Estate, London. 1951-1957

La victoria laborista de la posguerra fue construida bajo la promesa del modernismo. El centro de salud de Finsbury se convirtió en un modelo para el nuevo National Health Service. Para confirmar la significancia de la visión de Lubetkin, el ministro de Salud Aneurin Bevan colocó la piedra fundacional del Spa Green Estate de Finsbury que sería concebido por Tecton en el invierno de 1946. Este fue el primero de una serie de proyectos de vivienda para Tecton que incluyeron el Priory Green Estate de Finsbury y el trabajo en Paddington (dirigido por Denys Lasdun) en el Hallfield Estate. Todos estos proyectos mostraron un estilo más decorativo que constrastaba en gran medida con el estilo de la arquitectura brutalista que emergería pronto como la forma dominante de la arquitectura del estado de bienestar. Para la mayor parte de estos proyectos, Lubetkin y Tecton trabajaron cerca de Ove Arup, un ingeniero de construcción.
En 1947, se encargó a Lubetkin ser el planificador principal y arquitecto jefe del nuevo pueblo de Peterlee. El año siguiente, Tecton fue disuelta. El plan de Lubetkin para Peterlee incluyó un nuevo centro cívico para el cual propuso varias torres; sin embargo, la extracción de carbón debió continuar bajo el pueblo por varios años. Como resultado, la Junta Nacional del Carbón (NCB), una agencia del Ministerio de Energía, solo consideraría un desarrollo urbano con una densidad demográfica baja y dispersa. Por ello, Lubetkin renunció al proyecto en la primavera de 1950. La única señal física de su participación en el esquema existe en el Thorntree Gill.
Lubetkin regresó a Finsbury para completar (en colaboración con Francis Skinner y Douglas Bailey) su proyecto final para el distrito. Inicialmente denominado Lenin Court, el esquema de viviendas fue incorporado al monumento de Lenin de Lubetkin. La austeridad de la posguerra impuso grandes recortes presupuestarios que forzó a Lubetkin a recortar el proyecto: no habría ni balcones, ni centro comunitario ni guardería. En su lugar, Lubetkin enfocó sus energías en el espacio social. Fusionando sus preocupaciones estéticas y políticas, creó unas escaleras constructivistas sorprendentes, un condensador social que formaba el alma del edificio. Pero el esquema marcó un cambio en la política de viviendas británica. Para ahorrar gastos, Lubetkin hizo exitosamente un uso significativo de pisos y componentes de paredes prefabricados. Como contraparte, la menor provisión social que forzó desde entonces a los arquitectos a reducir el presupuesto sería repetida con malas consecuencias a lo largo del Reino Unido. También estuvo fuera del control de los arquitectos una declaración política. Antes de que el edificio fuera completado, la Guerra Fría se intensificó, con lo cual el proyecto fue renombrado como Bevin Court (en honor al Canciller firmemente anticomunista Ernest Bevin). En desafío, Lubetkin enterró su monumento a Lenin bajo el núcleo central de su escalera que, hasta el día de hoy, sustenta el centro social del edificio.

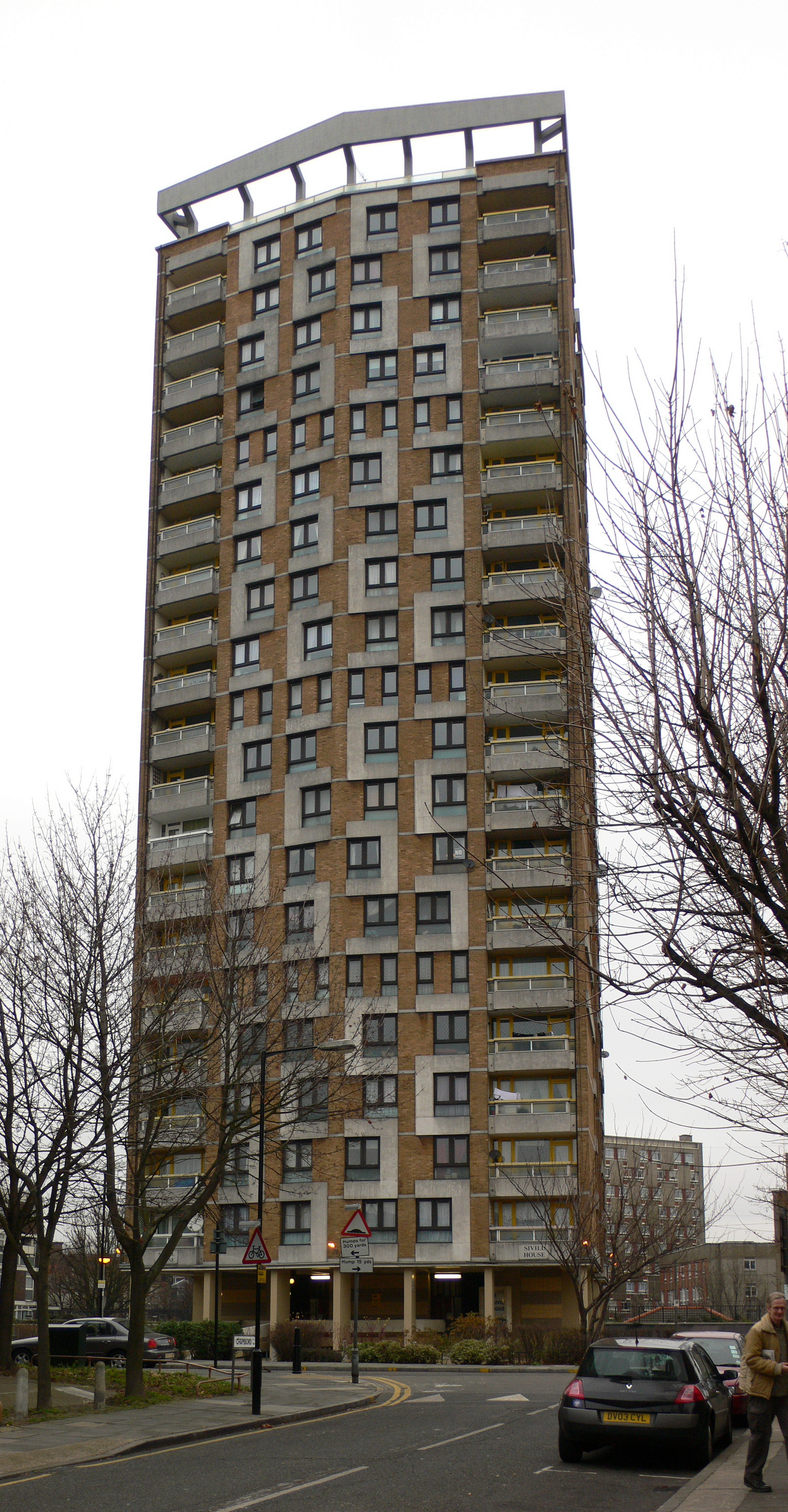
Sivill House, London. 1951-1957

Si bien Lubetkin no logró ganar varios concursos de diseño durante los años 1950, nuevamente junto con Bailey y Skinner diseñó tres grandes edificios del consejo municipal de Bethnal Green (actualmente parte de Tower Hamlets). Estos proyectos, el Cranbrook Estate, Dorset Estate (con la torre Sivill House) y el Lakeview Estate, hicieron un uso creciente de paneles de concreto para las fachadas.
Finalmente Lubetkin se mudó a Bristol, donde falleció en 1990. Lubetkin fue objeto de una exhibición del Museo de Diseño en 2005. Su hija, Louise Kehoe, publicó unas memorias en 1995 que incluyeron detalles previamente desconocidos de los primeros años de Lubetkin.